# Задоволення споживача
Задово́лення споживача́ — міра збігу характеристик (властивостей) товару, що суб’єктивно сприймаються клієнтом, з очікуваннями, пов’язаними з цим товаром; якщо переваги товару нижчі за пов’язані з ним очікування, споживач залишається незадоволеним; якщо переваги збігаються з очікуваннями, споживач задоволений; якщо переваги товару перевершують очікування, споживач — у захваті.
Більшість компаній приділяє значну увагу не задоволенню потреб клієнтів, а питомій вазі компанії в обороті ринку. Ця позиція хибна. Питома вага компанії є показником минулих успіхів, задоволення ж потреб пов'язане з майбутнім. Якщо цей показник зменшується, тут же починається і зниження питомої ваги компанії.
Компанія повинна відстежувати і всіляко покращувати показник рівня задоволення споживачів. Чим він вищий, тим більше і стійкіше попит на її продукцію. Ось факти, що підтверджують це положення:
- Витрати на залучення нових клієнтів в 5-10 разів перевищують витрати на задоволення та утримання існуючих споживачів.

- Середня компанія втрачає за рік від десяти до двадцяти відсотків своїх споживачів.

- П'ятивідсоткове зниження рівня відтоку споживачів може призвести до збільшення доходів підприємства на 25-85% (залежно від галузі).

- Споживча норма прибутку для постійних клієнтів має тенденцію до зростання